# زمین‌لرزه ۱۳۲۶ دوست‌آباد
زمین‌لرزه دوست‌آباد در تاریخ ۲۳ سپتامبر ۱۹۴۷ میلادی، برابر با ‎۳۱ شهریور ۱۳۲۶، ساعت ۱۲:۲۸:۰۹ به زمان یوتی‌سی در جنوب خراسان و حوالی روستای دوست‌آباد رخ داد. بزرگی آن ۶٫۸ در مقیاس ریشتر اعلام شده‌است. زمین‌لرزه به وقت محلی در روز سه‌شنبه، ساعت ۱۵٫۵ روی داده و منطقه زمانی آن یوتی‌سی +۳٫۵ بوده‌است.
سازمان زمین‌شناسی آمریکا نیز جای این زمین‌لرزه را در مختصات ۳۳°۲۴′شمالی ۵۸°۴۲′شرقی / ۳۳٫۴°شمالی ۵۸٫۷°شرقی و بزرگی آن را برابر با ۶٫۹ در مقیاس ریشتر اعلام کرده‌است. 
شمار کشتگان زلزله حدود ۵۰۰ نفر بوده‌است.